# Cantone di Neuilly-sur-Seine
Il Cantone di Neuilly-sur-Seine è una divisione amministrativa dell'Arrondissement di Nanterre.
È stato costituito a seguito della riforma approvata con decreto del 26 febbraio 2014, che ha avuto attuazione dopo le elezioni dipartimentali del 2015.

## Composizione
Comprende il solo comune di Neuilly-sur-Seine.